# 土曜解説
土曜解説（どようかいせつ）は、NHK衛星第1テレビジョンで放送された討論形式の解説番組。2005年4月2日から毎週土曜日夕方に放送（原則として17:10～17:40。Jリーグ、プロ野球の実況中継がある場合には時間変更あり）。2011年3月5日放送終了。デジタル放送では16:9のワイドサイズで放送されていた。

## 概要
番組ではNHK解説委員の中から、毎週その専門分野の委員が数名出演して最近のニュースの中から特に注目すべき諸問題点（政治・国際・経済など）を毎週1つ取り上げ、それに関連した分析・解説を交えながら討論を進めていく。
25分と解説番組としては（「時論公論」などに比べて）長いこと、専門分野や経験の異なる複数の解説委員が出演することなどから、解説委員それぞれの個性や考えの違いが現れやすい番組でもあった。同類の番組にはいずれも総合テレビの「大人ドリル」や「双方向解説・そこが知りたい!」（こちらはNHK解説委員が総動員する）が挙げられる。

## メインキャスター
- NHK解説委員（週により異なる）
- 兼清麻美アナウンサー（開始～2009年3月）
- 滝島雅子アナウンサー（2009年4月～2010年3月）
- 結城さとみアナウンサー（2010年4月～2011年3月）

## その他
- 当初は海外でもNHKワールド（NHKワールドTVのみの放送でNHKワールド・プレミアムでは放送なし）を通じて放送されていた。
- 女性アナウンサーはNHKニュース7（土日放送分）のニュースリーダーも担当していた。